# Echinocyamus planissimus
Echinocyamus planissimus is een zee-egel uit de familie Echinocyamidae.
De wetenschappelijke naam van de soort werd in 1938 gepubliceerd door Hubert Lyman Clark.